# Lanvollon
Lanvollon é uma comuna francesa na região administrativa da Bretanha, no departamento Côtes-d'Armor. Estende-se por uma área de 5,01 km². Em 2010 a comuna tinha 1 812 habitantes (densidade: 361,7 hab./km²).